# Caldeea
Caldeea este denumirea elenistică a unei regiuni din Babilonia.
Chaldeii sunt o populație de origine arameică, migrată în secolul al X-lea î.Hr. în sudul Mesopotamiei, care a primit numele de Chaldeea (Caldeea).